# Igoville
Igoville ist eine französische Gemeinde mit 1701 Einwohnern (Stand: 1. Januar 2022) im Département Eure in der Region Normandie; sie gehört zum Arrondissement Les Andelys und zum Kanton Pont-de-l’Arche. Ihre Einwohner werden Igovillais genannt.

## Geographie
Igoville liegt etwa 14 Kilometer südsüdöstlich von Rouen. Die Seine begrenzt die Gemeinde im Süden. Umgeben wird Igoville von den Nachbargemeinden Ymare im Norden und Nordosten, Alizay im Osten, Les Damps im Südosten, Pont-de-l’Arche im Süden, Sotteville-sous-le-Val im Westen sowie Les Authieux-sur-le-Port-Saint-Ouen im Nordwesten.

## Bevölkerungsentwicklung
| Jahr                      | 1962 | 1968 | 1975 | 1982 | 1990 | 1999 | 2006 | 2013 |
| Einwohner                 | 745  | 850  | 889  | 1107 | 1312 | 1474 | 1477 | 1658 |
| Quelle: Cassini und INSEE |      |      |      |      |      |      |      |      |

## Sehenswürdigkeiten
- Festung Limaie